# Tatort: Der König kehrt zurück
Der König kehrt zurück ist ein Fernsehfilm aus der Kriminalreihe Tatort der ARD und des ORF. Der Film wurde vom Norddeutschen Rundfunk produziert und am 17. September 1995 erstmals ausgestrahlt. Es handelt sich um die Tatort-Folge 318. Für den Kriminalhauptkommissar Paul Stoever (Manfred Krug) ist es der 25. Fall. Für seinen Kollegen Peter Brockmöller (Charles Brauer) ist es der 22. Fall, in dem er ermittelt.

## Handlung
Ein junger Bursche fährt mit Inline-Skates nachts durch die Stadt. Sein Ziel ist eine Videothek, wo er sich ein Sexmagazin greift. Er bekommt mit, wie der Geschäftsführer der Videothek Besuch erhält, informiert wird, dass „Mucher“ ausgebrochen ist und sich mit einem „Herrn“ in einer Stretch-Limousine unterhält. Unterdessen werden auch KHK Stoever und Brockmöller auf den aktuellen Stand gebracht. Die Kiez-Größe Harry Mucher taucht bei einem seiner altbekannten Freunde, Richard Tomsick, unter. Der wird wiederum vom Inline-Skater angesprochen – will aber scheinbar nichts davon wissen. Brockmöller geht der alte Fall ziemlich nahe, denn er denkt, dass Harry Mucher damals vor 16 Jahren seine Kollegin und Freundin Verena Becker getötet hat. Die Kommissare hören sich im Kiez um.
Mucher trifft sich mit dem Geschäftsführer der Videothek, Wolfgang Braun, tauscht einige Belanglosigkeiten aus und geht mit ihm ins Lager. Sie werden dort von Ulli Krueger, dem Handlanger der neuen Kiez-Größe Jochen Rakuscha, beobachtet. Mucher spürt das sofort und lockt Krueger aus seinem Versteck. Braun wird bei einem Schusswechsel tödlich getroffen. Noch am Tatort fällt Stoever der junge Inline-Skater auf, der die beiden Flüchtigen sehr genau beschreiben kann und behauptet, dass es Mucher nicht gewesen sei. Mucher kann aus seinem Unterschlupf per Überwachungskamera den Besuch Stoevers in „Riccis“ Bar verfolgen. Er fährt unmittelbar auf den Strich zu seiner alten Flamme Kirsten und erkundigt sich nach dem Jungen. Ohne es zu wissen, kommt der ihm auf seinen Inlinern entgegen. Muchers Rückkehr in Riccis Bar wird vom Polizei-Informanten registriert. Vorher kommen aber Rakuschas Schergen dort an und machen ordentlich Druck. Stoever und Brockmöller kommen rechtzeitig, um Krueger dingfest zu machen, aber nicht, um auch Mucher zu schnappen, da Skater Jan deren Verfolgung verhindert hat. Er nimmt Mucher mit in seine Bude und sinnt auf Rache.
Plötzlich steht Zuhälter Krueger in Jans Zimmer und verlangt ein Treffen mit seiner Straßendirne Kirsten. Jan teilt ihm mit, dass Mucher mit ihm in der Gänsemarkt-Passage über Kirsten reden wolle. Mucher stellt dort lakonisch fest, dass Kirsten nicht mehr auf den Strich geht. Auch dies verfolgt Jan aus seinem Versteck und kann Mucher warnen, dass Krueger auf ihn zielt. Mucher springt zur Seite, und Jan schießt tödlich auf Krueger. Da das Wachpersonal der Passage das Treffen der beiden Männer per Videoüberwachung verfolgt hat, wird die Passage geschlossen. Jan kann noch unter dem Gitter durchrutschen, hinterlässt aber seinen Vater. Der erste Weg nach der Festnahme Muchers führt Stoever und Brockmöller zu Jan und seiner Mutter Kirsten. Sie gibt ihrem Sohn ein Alibi. Auf die Beziehung zu Mucher angesprochen, schweigt sie. Stoever und Brockmöller machen sich Gedanken zum dritten Mann beim Diamantenraub vor 16 Jahren und wer wirklich davon profitiert hat. Bei der Vernehmung von Mucher zieht Jan plötzlich eine Waffe und bedroht einen Polizisten. Voller Vaterstolz erhält Mucher freies Geleit. Auf dem Fluchtweg lassen sie den Polizisten frei. Mucher kontaktiert Richard Tomsick und schon steht Stoever vor ihm und erkundigt sich nach seinem Ziel. Der sagt Stoever, dass Mucher zu Rakuscha wolle. Während der den Unwissenden gibt, umstellt die Polizei sein Anwesen. Stoever ruft nach dem Einsatz Tomsick an und gibt vor, dass Mucher und Rakuscha aus dem Rennen sind. Tomsick glaubt, endlich am Ziel zu sein, nimmt die Diamanten aus seinem Kopfkissen und rennt Stoever in die Arme.

## Produktionsnotizen
Bei seiner Erstausstrahlung am 17. September 1995 hatte Der König kehrt zurück 7,35 Millionen Zuschauer, was einem Marktanteil von 23,09 % entspricht.

## Kritik
TV Spielfilm lobte die Darstellungen Gottfried Johns, der Hauptperson des Harry Mucher: „Eine Wucht: John als kranker Kiezschurke“.